# Alia Atryda
Alia Atryda (arab. ﻋﻠﻴﺔ Alija, "subtelna") – postać fikcyjna stworzona przez Franka Herberta. Córka księcia Leto Atrydy i jego konkubiny lady Jessiki, urodzona na Arrakis w 10191 roku, 8 miesięcy po śmierci Leto. Przed urodzeniem zetknęła się z narkotykiem rozszerzonej świadomości (wodą życia), w wyniku czego stała się „przednarodzoną” – uzyskała świadomość i doświadczenia wszystkich swoich przodków, a także zdolność jasnowidzenia. Znana jako święta Alia od noża. Zmarła w 10217 r.